# Neil Arnott
Neil Arnott (15 de mayo de 1788 - marzo de 1874) fue un médico e inventor escocés. Fue el inventor de una de las primeras formas de la cama de agua, la cama de agua Arnott, y recibió la Medalla Rumford en 1852 por la construcción de la rejilla para fuego sin humo, así como por otras mejoras en la ventilación y la calefacción.